# Wilhelm Foissner
Wilhelm Foissner (* 18. August 1948 in Wartberg ob der Aist, Oberösterreich; † 20. März 2020) war ein österreichischer Biologe. Er war ein in Salzburg tätiger Universitätsprofessor und ein weltweit führender Fachmann der Taxonomie und Biologie der Ciliaten (Wimpertierchen).

## Leben und Werk

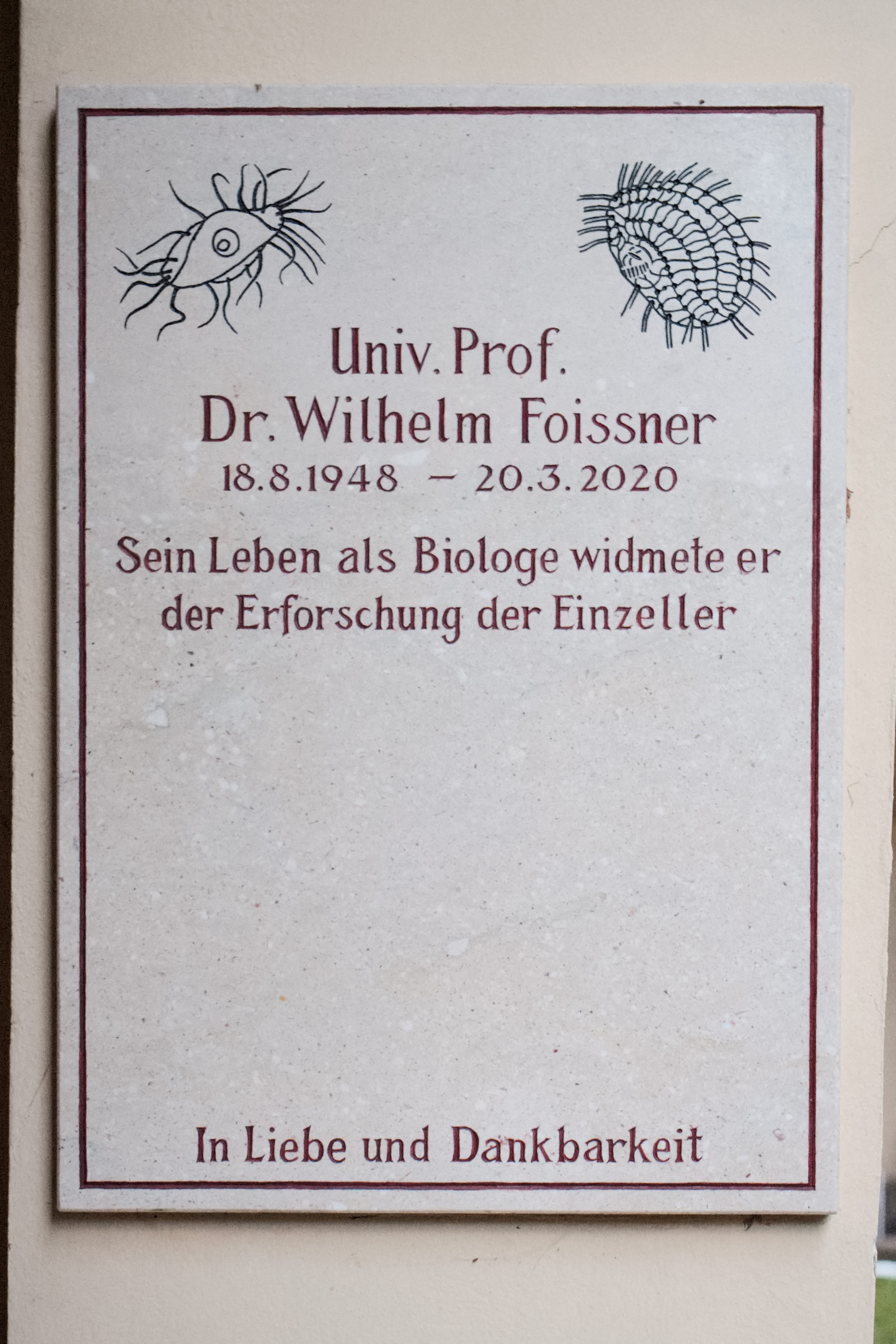
Grabtafel im Salzburger Sebastiansfriedhof

Geboren wurde Wilhelm Foissner 1948 als Sohn des Bundesbahnbeamten Anton Foissner dessen Frau Maria Foissner in Wartberg ob der Aist, Oberösterreich. Er begann nach der Grundschulausbildung eine Lehre als Tischler, die er mit der Gesellenprüfung abschloss. Danach war er Laborassistent in einem medizinischen Labor. Er bestand 1973 die Externistenmatura und arbeitete darauf bis 1980 als Lehrer für Mikroskopie und Fotografie am Linzer Krankenhaus. Gleichzeitig studierte Foissner Zoologie und Botanik an der Universität Salzburg und promovierte hier 1979. 1980 wurde Foissner Assistent, und nach der Habilitation 1982 im Jahr 1987 Professor am Zoologischen Institut der Universität Salzburg. 1996 bis 1999 war Foissner nach dreijähriger Vizepräsidentschaft Präsident der Deutschen Gesellschaft für Protozoologie (German Society of Protozoologists). 2006 wurde er Präsident der weltweit tätigen Internationalen Gesellschaft für Protozoologie (International Society of Protozoologists).
Foissners Schaffen wurde in Auszeichnungen und Ehrungen gewürdigt. So ist die „Ilse und Wilhelm Foissner Stiftung“ nach dem Cilitatenforscher und dessen Frau benannt, sie vergibt Preise und unterstützt internationale Projekte. 1988 war Helmut Berger, Salzburg, 1989 Josef Dieckmann aus Münster (D), 1990 Hans Find Larsen, (Dk) und 1992 Weibo Song (China) Preisträger.
Die wissenschaftliche Tätigkeit von Wilhelm Foissner umfasst rund 200 Vorträge, 10 Bücher und gut 600 (!) Publikationen, die zum Großteil in international anerkannten Fachzeitschriften publiziert wurden. Rund 500 neue Arten, viele neue Genera sowie einige neue Familien und Ordnungen wurden von Foissner entdeckt. Diese wissenschaftliche Leistung macht Foissner zu einem weltweit führenden Fachmann in der Erforschung der Protozoenwelt.
Das Arbeitsgebiet von Wilhelm Foissner sind die Einzeller (Protozoa) und hier vorwiegend die Wimpertiere (Ciliophora) und die Schalenamöben (Testate Amöben). Seine Arbeit umfasst Untersuchungen zur Biodiversität, Morphologie, Taxonomie, Phylogenie und Feinstruktur, Studien zur Ökologie der Ciliaten und Testacteen der Gewässer und besonders des Bodens, Untersuchungen zur Natur und Funktion des vom Wiener B. M. Klein entdeckten „Silberliniensystems“. Als neuer Schwerpunkt hat sich die Bodenzoologie entwickelt, wobei besonders der Einsatz von Bodentieren zur Bioindikation Berücksichtigung findet.

## Auszeichnungen
- 1980 Christian-Doppler-Preis des Landes Salzburg
- 1985 Sandoz-Preis in Wien
- 1986 Tratz-Preis (Salzburg)
- 1992 Stiegl-Wasserschutzpreis (Salzburg)
- 1999 Kulturpreis des Landes Oberösterreich
- 2003 Kulturmedaille des Landes Oberösterreich[2]

## Schriften
Auswahl:
- Taxonomische Studien über die Ciliaten des Großglocknergebietes. 1978–1983. Darin:
  - I. Familien Holophryidae, Prorodontidae, Plagiocampidae, Colepidae, Enchelyidae und Lacrymariidae nov. fam. In: Annalen des naturhistorischen Museums Wien. Band 84B, 1983, S. 49–85.
  - II. Familie Amphilepidae. In: Mitteilungen aus dem Haus der Natur Salzburg. Band 8, 1978, S. 87–93 (zobodat.at [PDF; 5,1 MB]).
  - III. Familien Tracheliidae, Didiniidae, Nassulopsidae, und Orthodonellidae. In: Acta Protozool. Band 18, 1979, S. 417.
  - IV. Familien Spathidiidae, Podophryidae und Urnulidae. In: Verhandlungen der Zoologisch-Botanischen Gesellschaft in Wien. Band 118/119, 1980, S. 97–112 (zobodat.at [PDF]).
  - VI. Familien Woodruffiidae, Colpodidae und Marynidae. In: Acta Protozool. Band 19, 1980, S. 29–50.
  - VIII. Familie Nassulidae. In: Naturkundliches Jahrbuch der Stadt Linz. Band 25, 1979, S. 199–208 (zobodat.at [PDF]).
  - IX. Ordnungen Heterotrichida und Hypotrichida. In: Berichte der Naturwissenschaftlich-Medizinischen Vereinigung in Salzburg. Band 5, 1980, S. 71–117 (zobodat.at [PDF]).
- mit Kuidong Xu: Monograph of the Spathidiida (Ciliophora, Haptoria). Springer, 2007 (eingeschränkte Vorschau in der Google-Buchsuche).
- Terrestrial and Semiterrestrial Ciliates (Protozoa, Ciliophora) from Venezuela and Galápagos. In: Denisia. Band 35, 2015, S. 1–912 (zobodat.at [PDF]).